# Aleksander Orłowski

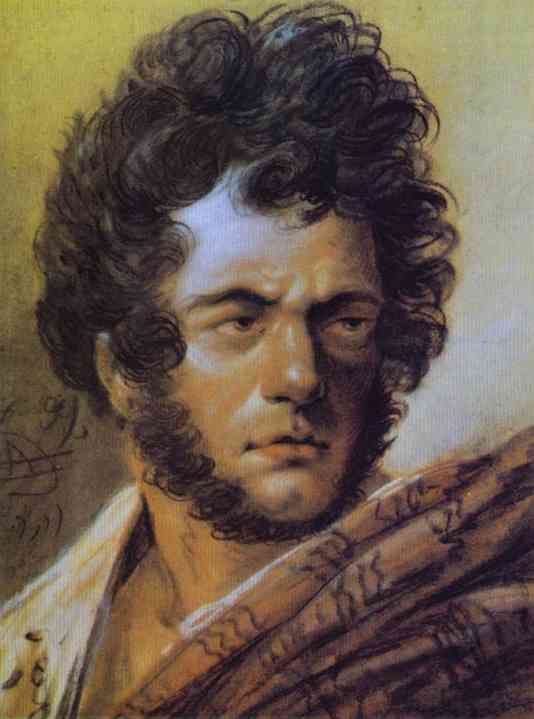
Selbstporträt Orlowskis aus den Beständen der Tretjakow-Galerie

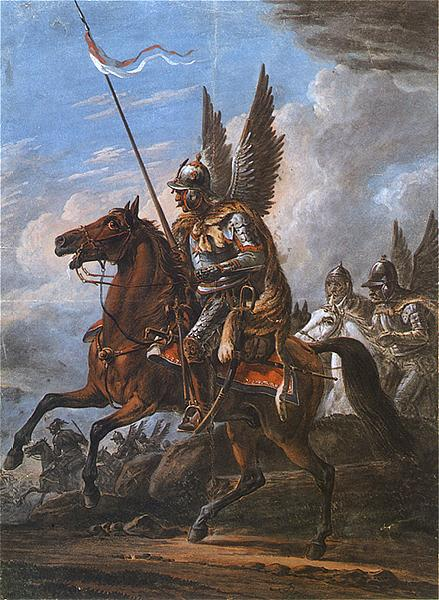
Angriff der Hussaria, Nationalmuseum Warschau

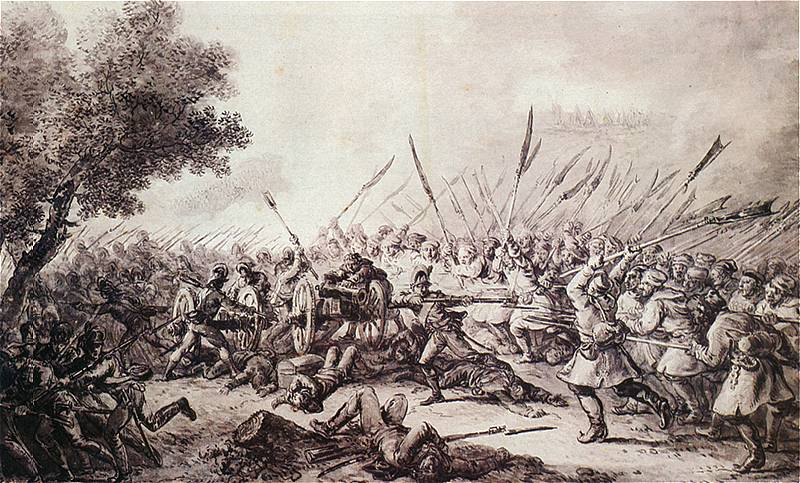
Kościuszko-Aufstand, Schlacht bei Racławice, Nationalmuseum Krakau

Aleksander Orłowski (in Russland bekannt als russisch Александр Осипович Орловский/Aleksandr Osipowitsch Orlowski, * 9. März  1777 in Warschau, Polen; † 13. März 1832 in Sankt Petersburg) war ein polnischer Maler, der seit 1802 in St. Petersburg wirkte.

## Leben
Orłowski stammte aus einer verarmten Szlachta-Familie und wurde in Warschau geboren. Dank Unterstützung der Fürstin Izabela Czartoryska, später auch seines Gönners Józef Antoni Poniatowski, konnte er dort Schüler des französischen Malers Jean-Pierre Norblin de la Gourdaine (1745–1830) werden. 1793 nahm Orłowski als Soldat im Kościuszko-Aufstand gegen die Russen teil. Nach der Dritten Teilung Polens siedelte Orłowski 1801 nach Sankt Petersburg über und ging in den Dienst von Konstantin Pawlowitsch Romanow. Er setzte sich mit Landschaftsmalerei und Themen des polnischen und russischen Lebens malerisch auseinander, wobei er seinen Schwerpunkt in der Reiter- und Pferdedarstellung hatte. 1808 wurde er Mitglied der Russischen Kunstakademie. Er war Pionier der Lithografie in Russland.